# Taxonomía (vocabulario controlado)
En el ámbito de la documentación, una taxonomía es un conjunto organizado de palabras o frases que se utiliza para organizar la información con la finalidad de facilitar la búsqueda.
Para representar cada uno de los temas que aparecen en la taxonomía se utiliza una expresión del lenguaje natural, en lugar de los códigos habituales en las sistemas de clasificación bibliográfica. La estructura empleada para organizar las materias presentes en la taxonomía es jerárquica.
Como herramienta para organizar y recuperar la información, las taxonomías están vinculadas al entorno digital. Su principal función es la mejora de la navegación y el desarrollo de sistemas de búsqueda basados en la exploración (browsing).
Muchas definiciones vinculan las taxonomías al entorno corporativo, destacando su valor estratégico para la organización del conocimiento y la gestión del capital intelectual.